# 1969–1974
1969–1974 är ett samlingsalbum av proggruppen Blå Tåget, utgivet 1988 på MNW.

## Låtlista
1. "Teddy Bear Baby" - 2:38
2. "Sweet Love" - 1:44
3. "Smoking" - 2:28
4. "I Guds frånvaro" - 8:47
5. "Alienation" - 3:55
6. "Glassfabriken" - 6:08
7. "Kalla kriget" - 8:28
8. "Uppå landet - 2:33
9. "Winges vals" - 4:15
10. "I miljonärskvarteren" - 3:57
11. "Konsten, fru Ramona" - 4:18
12. "Staten och kapitalet" - 4:30
13. "Gesällvisan" - 2:23
14. "Balladen om frisören från USA" - 4:58
15. "I Hagalund" - 3:35
16. "Vägen till Klondike" - 1:20
17. "Nya vantarna" - 2:58

## Medverkande musiker
- Carl Johan De Geer - trombon, kornett
- Kjell Westling - sträng- och blåsinstrument
- Leif Nylén - trummor
- Mats G Bengtsson - klaviatur
- Roland Keijser - saxofoner
- Tore Berger - sång, klarinett
- Torkel Rasmusson - sång, munspel
- Urban Yman - bas, fiol, sång

### Fotnoter
1. ↑  ”1969–1974”. Progg.se. Arkiverad från originalet den 29 februari 2012. https://web.archive.org/web/20120229100920/http://www.progg.se/band.asp?ID=12&skiva=53. Läst 7 februari 2012.